# Hrinkow Advarics
Hrinkow Advarics (UCI kód: HAC) je rakouský cyklistický UCI Continental tým, jenž vznikl v roce 2015.

## Soupiska týmu
K 26. únoru 2023
- Daniel Eichinger (AUT) (* 23. října 1995)
- Marvin Hammerschmid (AUT) (* 5. ledna 1996)
- Raphael Hammerschmid (AUT) (* 5. ledna 1996)
- Žiga Horvat (SLO) (* 13. září 1998)
- Stefan Kolb (AUT) (* 13. května 1997)
- Michael Konczer (AUT) (* 10. října 1993)
- Stefan Kovar (AUT) (* 15. května 2002)
- Timon Loderer (GER) (* 20. dubna 1991)
- Luka Pajek (SLO) (* 17. července 1996)
- Jaka Primožič (SLO) (* 8. prosince 1998)
- Jonas Rapp (GER) (* 16. července 1994)
- Edward Ravasi (ITA) (* 5. června 1994)
- Johannes Rechenauer (GER) (* 23. prosince 1995)
- Riccardo Verza (ITA) (* 22. srpna 1997)